# بارتون وارين إيفيرمان
بارتون وارين إيفيرمان (بالإنجليزية: Barton Warren Evermann)‏‏ (24 أكتوبر 1853 في ألبيا - 27 سبتمبر 1932 في بيركيلي، كاليفورنيا) عالم حيواني، وعالم أسماك، وفنان أمريكي.